# Sankt Wolfgang (Oberbayern)

Sankt Wolfgang

Sankt Wolfgang ist eine Gemeinde im Südosten des Landkreises Erding (Oberbayern). Die Gemeinde grenzt an die Gemeinden Dorfen, Lengdorf und Isen im Landkreis Erding sowie Haag, Kirchdorf, Reichertsheim und Obertaufkirchen im Landkreis Mühldorf.

## Geographie

### Lage

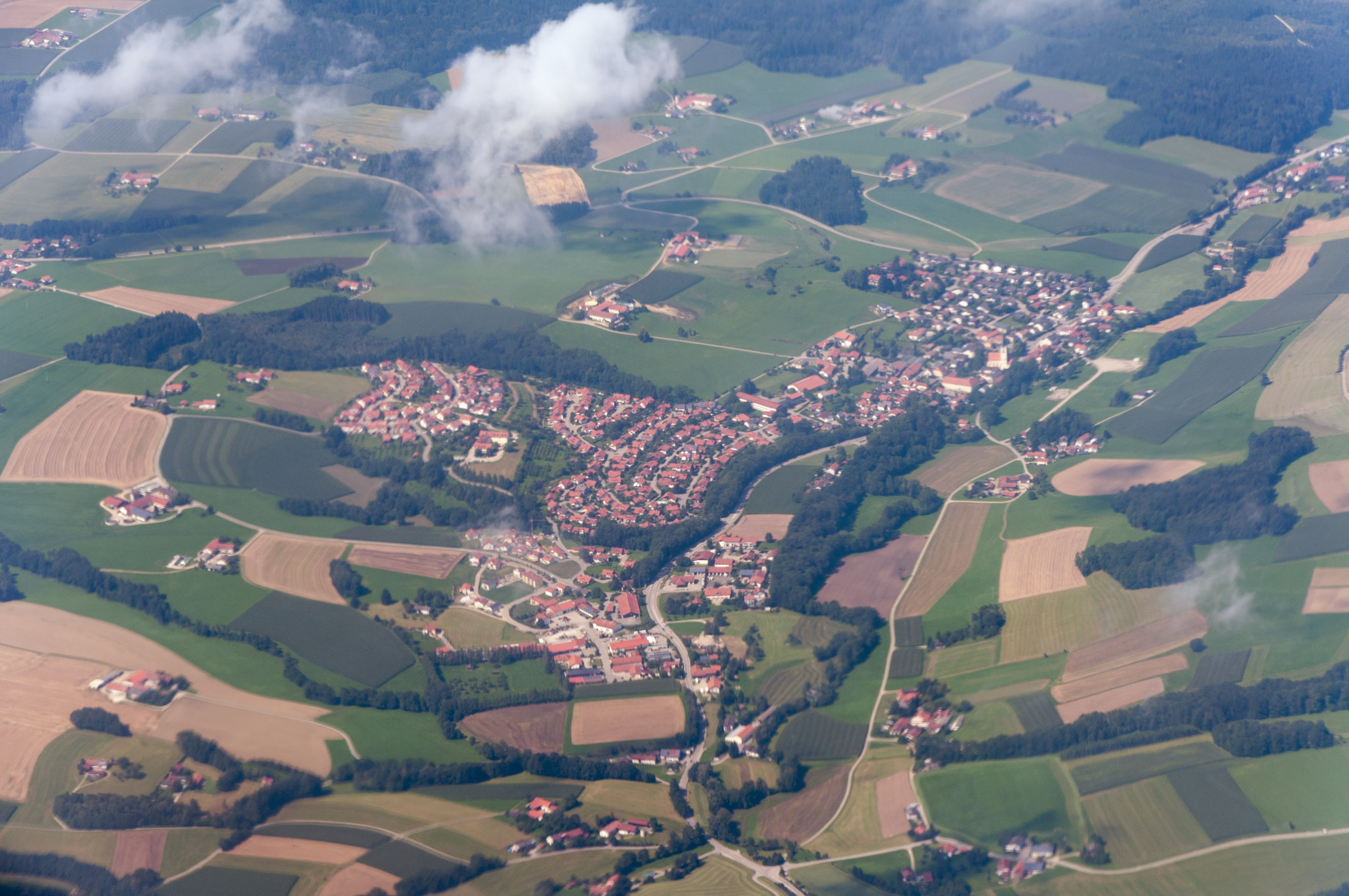
Luftbild vom 17. August 2011

Die Gegend ist weitgehend ländlich geprägt, hügelig und teils bewaldet. Landschaftlich prägend im Osten des Gemeindegebietes ist das aus Endmoränen entstandene Gattergebirge. Der Gemeindeteil Sankt Wolfgang liegt im Tal der Goldach etwa 27 km südöstlich der Kreisstadt Erding, 40 km südlich von Landshut, 23 km nördlich von Wasserburg am Inn und 48 km östlich der Landeshauptstadt München.

### Gemeindegliederung

#### Gemeindeteile
Die Gemeinde hat 150 amtlich benannte Gemeindeteile:
- Aign
- Alten
- Angerl
- Anzenberg
- Arbasstätt
- Armstorf
- Aschau
- Baier
- Baumgarten
- Bennoberg
- Bergham
- Berndorf
- Bichl
- Birnbach
- Bramer
- Brandstett
- Braun
- Brenner
- Burdberg
- Dangl
- Deischl am Thon
- Deyern
- Eberhart
- Edenklaus
- Eichholz
- Eiermühle
- Eisenberg
- Endgassen
- Erlach
- Erlbach
- Freiling
- Freundl
- Friedenheim
- Frühmannstett
- Fürth
- Gänsberg
- Gassen
- Geigersöd
- Geltenstett
- Giglberg
- Grabenstätt
- Großschwindau
- Grub
- Grünbach
- Grundbichl
- Gumpenstätt
- Haberstätt
- Hackl
- Hadersberg
- Haman
- Hammer a.Berg
- Hankl
- Haubenstett
- Hauderstett
- Herrnberg
- Herrnwies
- Hiedl
- Hilgen
- Hilgen a.Weg
- Hochreit
- Hodersberg
- Hohmannsberg
- Hohmannstett
- Holz
- Holz a.Berg
- Holzen
- Holznachbarn
- Holzweg
- Hub
- Hundsruck
- Hungersberg
- Hütter
- Irlmaier
- Irlwirth
- Jeßling
- Kalkgrub
- Kaltenbrunn
- Kiener
- Kirchstätt
- Kistlmühle
- Klaus
- Kleinschwindau
- Kohlmühle
- Königswinkl
- Kothholz
- Krähmühle
- Lappach
- Lehen
- Lehner
- Leitmannstätt
- Lex
- Loh
- Mammersreit
- Mayerhof
- Mithilgen
- Mühlberg
- Neuwies
- Notzing
- Oberthalham
- Oed
- Pumpernudel
- Pürstling
- Pürstling a.Parstling
- Pyramoos
- Rabeneck
- Reisern
- Reit
- Reitermann
- Reschenberg
- Rindbach
- Rudorfer
- Sägmühle
- Sankt Wolfgang
- Saxenberg
- Schachen
- Schachner
- Schedenberg
- Schloifer
- Schloßöd
- Schmidberg
- Schnurren
- Schönbrunn
- Schönfleck
- Seebäck
- Semmelhub
- Singer
- Sollach
- Spirkersberg
- Stadler
- Stangl
- Steinbach
- Stockham
- Straßberg
- Streichermühle
- Strell
- Thal
- Thalham
- Ulrich
- Unterthalham
- Weiding
- Weinhub
- Weinthal
- Weizenbach
- Wernhardsberg
- Wies
- Wohlmannstätt
- Zeilhub
- Zieglhäusl
- Zulehen
- Zwickl

Folgende Ortsteile sind nicht amtlich benannt:
- Feldhuber
- Neuhäusel
- Schindelholz
- Stangel

#### Gemarkungen
Im Gemeindegebiet gibt es die Gemarkungen Gatterberg, Jeßling, Lappach, Pyramoos, Sankt Wolfgang, Schönbrunn und Tann.

## Geschichte

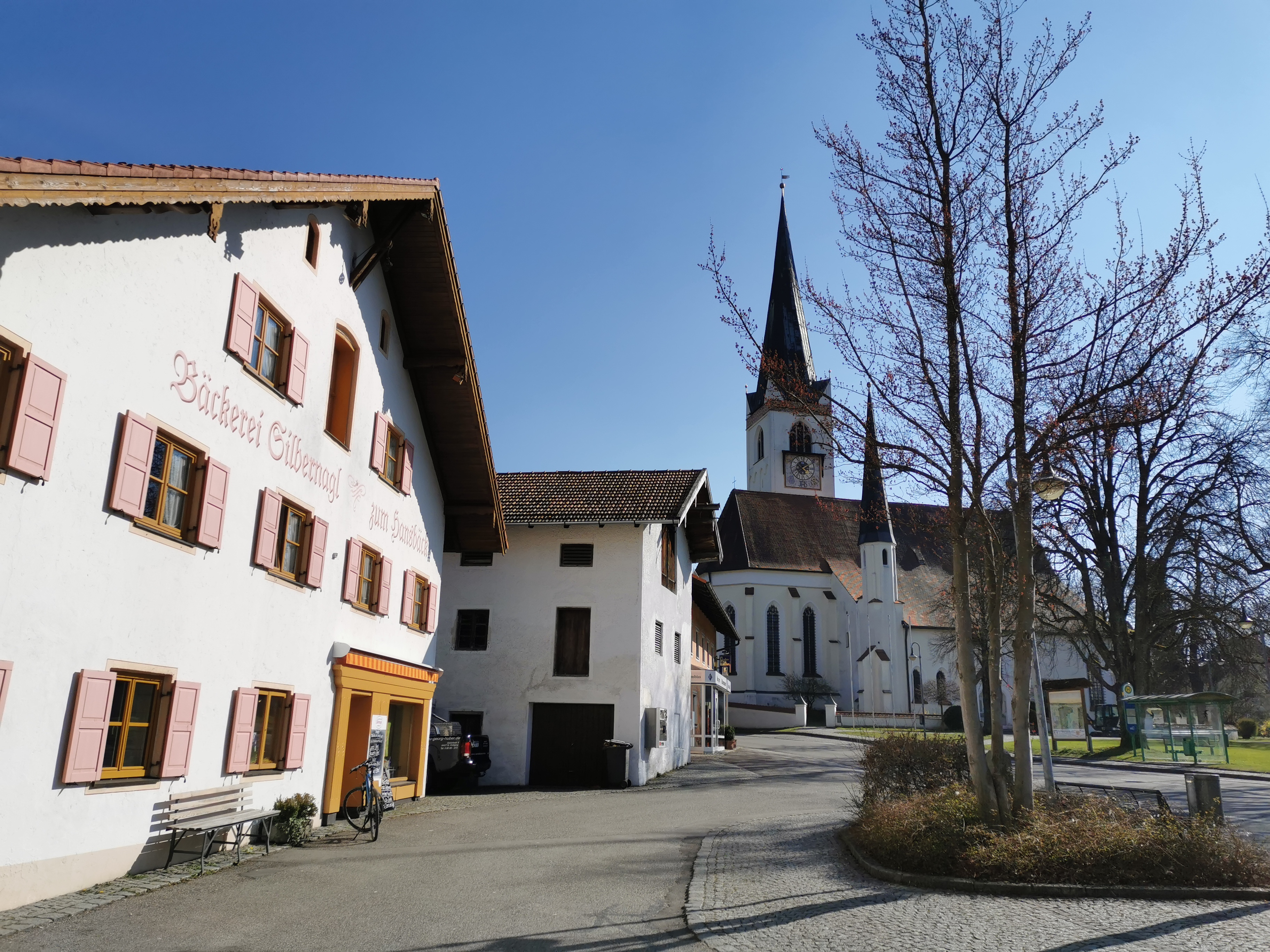
Die katholische Pfarrkirche St. Wolfgang im Zentrum der Gemeinde.

### Legende
Im Jahre 975 verließ der Regensburger Bischof Wolfgang seinen Bischofssitz infolge politischer Wirren und flüchtete in das Goldachtal. Einer 1737 in einer päpstlichen Bulle niedergeschriebenen Legende zufolge warf der Bischof von den Hügeln östlich des heutigen Ortes St. Wolfgang eine Hacke ins Tal. An der Stelle, wo diese auf den Boden fiel, sei daraufhin eine Quelle mit frischem Wasser erweckt worden. Bischof Wolfgang habe sich dort in einer Hütte („Zelle“) niedergelassen und somit den Grundstein für den Ort St. Wolfgang gelegt. Das so genannte Wolfgangsbrünnlein findet sich noch heute in der Wolfgangskapelle, die sich wiederum in der im 15. Jahrhundert fertiggestellten St. Wolfganger Kirche befindet.

### Geschichtliche Entwicklung
Erste Besiedlungsspuren im Bereich der heutigen Gemeinde St. Wolfgang sind bis in die Jungsteinzeit zurück nachzuweisen. Jahrhunderte später folgten Kelten und Römer, letztere vor allem als Reisende auf einer das Gemeindegebiet von Nord nach Süd durchquerenden Römerstraße. Mit der bajuwarischen Landnahme um das Jahr 500 begann schließlich eine intensivere landwirtschaftliche Nutzung der Gegend. Als offizielles Gründungsdatum des Ortes St. Wolfgang wird, in Bezug auf die Legende, das Jahr 975 angesehen. Das 1000-jährige Jubiläum wurde im Jahr 1975 groß gefeiert.
Ab 1180 wurde die heutige Gemeinde St. Wolfgang durch die freien Reichsgrafen von Haag regiert, die das Gebiet vom Kaiser als Lehen erhielten. Während ihrer bis 1566 andauernden Herrschaft sorgten die Reichsgrafen unter anderem für den Bau der großen Kirchen in St. Wolfgang, Großschwindau, Lappach, Pyramoos und Schönbrunn. Die Grafen hatten ferner die niedere Gerichtsbarkeit inne, woran noch heute Inschriften an der aus dem 16. Jahrhundert stammenden Balkendecke des Gasthauses zum Schex in St. Wolfgang erinnern.
Im Dreißigjährigen Krieg (1618–1648) fanden insbesondere während des so genannten „schwedischen Kriegs“ (1630–1635) umfangreiche Kriegshandlungen auf dem Gemeindegebiet statt. Auch Schlachten der Spanischen und Österreichischen Erbfolgekriege (1701–1714 und 1741–1748) fanden zum Teil um St. Wolfgang statt. Auch die große Schlacht von Hohenlinden im Jahre 1800, die Napoléons General Moreau im Rahmen von Frankreichs Krieg gegen Österreich führte, hatte durch die geographische Nähe unmittelbaren Einfluss auf das heutige Gemeindegebiet.
Trotzdem entwickelten sich Ort und Region gut. 1733 wurde St. Wolfgang durch Kurfürst Karl Albrecht zur „geschlossenen Hofmark“ ernannt; gleichzeitig wurde ein bescheidenes Kollegiatstift gegründet, das bis zur Säkularisation 1803 bestand. Die Errichtung einer Hofmark wurde auch dem Ort Schönbrunn wenige Jahre später zuteil.
Die beiden Weltkriege im 20. Jahrhundert sorgten für große Verluste in der Bevölkerung, jedoch blieb die Region um St. Wolfgang von Kampfhandlungen und größeren Zerstörungen verschont.
Seit der zum 1. Juli 1972 erfolgten Auflösung des Landkreises Wasserburg gehört die Gemeinde St. Wolfgang zum Landkreis Erding. Wesentlichen Anteil am Erfolg dieser Umstrukturierung hatte Ludwig Huber (1922–2006), der von 1966 bis 1974 erster Bürgermeister der Gemeinde war.

### Eingemeindungen
Ihre heutige Form fand die Gemeinde St. Wolfgang am 1. April 1971, als die Gemeinden Gatterberg, Jeßling, Lappach, Pyramoos und Schönbrunn eingemeindet wurden. Am 1. Juli 1972 wurde die bislang selbständige Gemeinde Schiltern aufgelöst. Der Hauptteil kam zu Dorfen. Weniger als zehn Einwohner wechselten zur Gemeinde St. Wolfgang.

### Einwohnerentwicklung
Gemäß Bayerischem Landesamt für Statistik  haben sich die Einwohnerzahlen jeweils zum 31. Dezember eines Jahres wie folgt entwickelt:
| Jahr | Einwohner |
| ---- | --------- |
| 1960 | 2449      |
| 1970 | 2703      |
| 1980 | 2788      |
| 1990 | 3259      |
| 1995 | 3587      |
| 2000 | 3870      |
| 2005 | 4187      |

| Jahr | Einwohner |
| ---- | --------- |
| 2006 | 4189      |
| 2007 | 4244      |
| 2008 | 4278      |
| 2009 | 4288      |
| 2010 | 4312      |
| 2011 | 4254      |
| 2012 | 4278      |

| Jahr | Einwohner |
| ---- | --------- |
| 2013 | 4340      |
| 2014 | 4404      |
| 2015 | 4426      |
| 2016 | 4433      |

Seit 1972, dem Jahr der Gemeindereform, hat sich die Einwohnerzahl bis 2015 um 1679 Personen erhöht. Das entspricht einem Wachstum von 61,12 Prozent. In den letzten zehn (fünf) Jahren nahm die Einwohnerzahl um 5,66 (4,04) Prozent zu.
Insbesondere seit den 1990er Jahren erlebte die Gemeinde einen sehr starken Bevölkerungszuwachs. Dieser konzentriert sich vor allem auf die Gemeindeteile Sankt Wolfgang selbst und Armstorf, während die Bevölkerung in anderen Gemeindeteilen kaum gewachsen ist oder (wie in Gatterberg und Pyramoos) rückläufig ist.
| Jahr | Gatter- berg | Jeßling | Lappach | Pyra- moos | Schön- brunn | Arms- torf | Groß- schwindau | St. Wolfgang (Dorf) | Gesamt- zahl |
| ---- | ------------ | ------- | ------- | ---------- | ------------ | ---------- | --------------- | ------------------- | ------------ |
| 1912 | 279          | 330     | 383     | 265        | 271          | 83         | 138             | 679                 | 2428         |
| 1933 | 262          | 337     | 385     | 268        | 252          | 757        | 757             | 757                 | 2261         |
| 1939 | 258          | 302     | 326     | 259        | 264          | 822        | 822             | 822                 | 2231         |
| 1950 | 327          | 427     | 459     | 325        | 350          | 127        | 137             | 887                 | 3039         |
| 1961 | 233          | 308     | 347     | 280        | 222          | 245        | 155             | 738                 | 2510         |
| 1978 | 212          | 422     | 327     | 262        | 246          | 412        | 128             | 691                 | 2700         |
| 2010 | 170          | 480     | 389     | 226        | 235          | 1007       | 122             | 1662                | 4291         |
| 2011 | 163          | 476     | 399     | 241        | 238          | 1036       | 127             | 1745                | 4425         |

Die deutliche Zunahme der Einwohnerzahlen nach dem Zweiten Weltkrieg ist durch den Zuzug von Vertriebenen zu erklären. Der sprunghafte Anstieg für Jeßling zwischen 1961 und 1978 beruht auf dem Bau des Wolfganger Altenheims.
Zwischen 1988 und 2018 wuchs die Gemeinde von 3100 auf 4479 um 1379 Einwohner bzw. um 44,5 %.

## Politik

### Gemeinderat
Die Gemeinderatswahlen seit 2014 ergaben folgende Stimmenanteile und Sitzverteilungen:
| Partei/Liste                                                | 2020  | 2020  | 2014  |
| Partei/Liste                                                | %     | Sitze | Sitze |
| ----------------------------------------------------------- | ----- | ----- | ----- |
| CSU                                                         | 32,54 | 5     | 5     |
| Freie Wählergemeinschaft Einigkeit                          | 23,06 | 4     | 4     |
| Wählergemeinschaft Armstorf                                 | 22,87 | 4     | 3     |
| Wählergruppe Gatterberg/Freie Wählergemeinschaft Schönbrunn | 14,17 | 2     | 2     |
| Wählergemeinschaft „Entwicklung Gemeinsam“                  | 7,36  | 1     | 2     |

### Bürgermeister
Ehrenamtlicher Erster Bürgermeister der Gemeinde war Jakob Schwimmer (CSU), der von 2003 bis 2013 auch Mitglied des Bayerischen Landtags war und bei der Kommunalwahl 2008 mit rund 75 % der Stimmen bestätigt wurde. Bei der Kommunalwahl im März 2014 wurde Ullrich Gaigl (Freie Wähler) zum Bürgermeister gewählt und 2020 im Amt bestätigt.

### Partnergemeinde
In Österreich gibt es einen gleichnamigen Ort am Wolfgangsee, St. Wolfgang im Salzkammergut. Die Orte sind Partnergemeinden.

### Wappen und Flagge
| | Blasonierung: „Wellenförmig geteilt von Rot und Silber; oben ein silberner Pferderumpf, unten ein schräggestelltes blaues Beil.“ |
| Wappenbegründung: Der Pferderumpf ist das heraldische Kennzeichen der Grafen Fraunberger zu Haag und weist auf die frühere Zugehörigkeit zur Reichsgrafschaft Haag hin. Die Hacke im unteren Teil des Wappens nimmt Bezug auf die Legende von Bischof Wolfgang. Die von ihm erweckte Quelle wird zudem durch die Wellenteilung der beiden Wappenteile symbolisiert; Wappenführung seit 12. Juni 1973 | |

Neben dem Wappen führt die Gemeinde eine Flagge mit den Farben Blau-Weiß-Blau.

## Wirtschaft und Infrastruktur
St. Wolfgang profitiert in wirtschaftlicher Hinsicht insbesondere von seiner Nähe zu München und einer Niederlassung des Unternehmens CGM. Darüber hinaus ist die Gemeinde mit konstant niedriger Arbeitslosenquote immer noch stark landwirtschaftlich geprägt. Neben der relativ guten Anbindung an das Bundesstraßennetz ist die (fast) zentrale Lage zwischen Erding, Wasserburg und Mühldorf einerseits sowie zwischen Landshut, Rosenheim und München andererseits ein wichtiger Standortvorteil.
In St. Wolfgang gibt es zwei Banken: die Raiffeisenbank St. Wolfgang-Schwindkirchen eG mit zusätzlicher Zweigstelle in Schönbrunn sowie eine Filiale der Kreis- und Stadtsparkasse Wasserburg. Teile des Gemeindeteils St. Wolfgang sind an ein mit Holzschnitzen betriebenes Biomasse-Heizwerk angeschlossen.
Seit 1691 gab es eine Brauerei in St. Wolfgang, Die Brauerei Bauer musste 2003 jedoch schließen. Die Brauerei S. Numberger KG hatte von 1928 bis 1968 Bestand und wurde in den Folgejahren als Bier- und Getränkevertrieb, Mälzerei sowie als Metallbaubetrieb weitergeführt.

### Bildung
In der Gemeinde St. Wolfgang gibt es einen Kindergarten in Trägerschaft der katholischen Kirche (Sankt Wolfgang) sowie zwei in Trägerschaft der Gemeinde (Armstorf und Waldkindergarten Lappach). Seit 2011 gibt es im Kindergarten St. Wolfgang zudem eine Krippeneinrichtung für Kinder unter 3 Jahren.
Die Grundschule können Kinder aus der Gemeinde im Ort St. Wolfgang besuchen, ebenso die Jahrgangsstufen 5 und 6 der weiterführenden Hauptschule. Zu Beginn des Schuljahres 2003/2004 waren 265 Schüler an der Grund- und Teilhauptschule St. Wolfgang eingeschrieben, für die 15 Lehrer bereitstehen. Zu Beginn des Schuljahres 2010/11 wurden 190 Schüler und 16 Lehrkräfte gezählt.
Weiterführende Schulen liegen in den Nachbargemeinden: Hauptschulen in Dorfen, Isen und Haag in Oberbayern, Realschulen in Taufkirchen/Vils und Haag/Obb., Gymnasien in Erding, Dorfen, Gars/Inn und Wasserburg sowie Berufsschulen in Erding, Mühldorf und Wasserburg.

### Verkehr

#### Straßen
Die Gemeinde wird von Norden nach Süden von der Bundesstraße 15 (der Strecke Deutsche Ferienroute Alpen–Ostsee) auf deren Weg von Landshut (40 km) nach Rosenheim (45 km) durchquert. Über die nahe gelegene B 12 und A 94 sind es rund 50 km in die Landeshauptstadt München, zur Kreisstadt Erding sind es vorbei an Dorfen etwa 25 km. Zusammen mit den untergeordneten Straßen verfügt die Gemeinde außerorts über insgesamt 62,1 km öffentlicher Straßen. Dazu zählen neben der Staatsstraße 2086 (Ebersberg-Dorfen) auch die Kreisstraßen ED 18, ED 21, ED 22 und ED 23.

#### Eisenbahn
Anschluss an das Schienennetz besaß St. Wolfgang von 1900 bis 1974 (Personenverkehr bis 1968) mit dem Bahnhof in Pyramoos an der Bahnstrecke Thann-Matzbach–Haag; diese Strecke wurde mittlerweile abgebaut.
Zahlreiche Pendler aus dem Gemeindebereich St. Wolfgang nutzen auch die Bahnverbindung von Dorfen nach München.

#### Busse
Eine ÖPNV-Anbindung besteht mit der MVV-Buslinie 567 Dorfen – St. Wolfgang – Isen -Lengdorf – Erding, Montag bis Freitag von 6–21h, Samstag von 6–19h. Es gilt für die Busse der Tarif des Münchner Verkehrs- und Tarifverbunds (MVV). Von Dorfen aus besteht eine Zugverbindung nach München (noch nicht im MVV-Tarif). Zudem ist Sankt Wolfgang an die Buslinie 82 (Gars am Inn-Dorfen) sowie an die Verbindung 9409 (Wasserburg am Inn-Dorfen) des Regionalverkehrs Oberbayern angebunden. Diese Linien verkehren jedoch nur an Werktagen morgens, teilweise mittags und abends.

## Kultur und Sehenswürdigkeiten

### Baudenkmäler

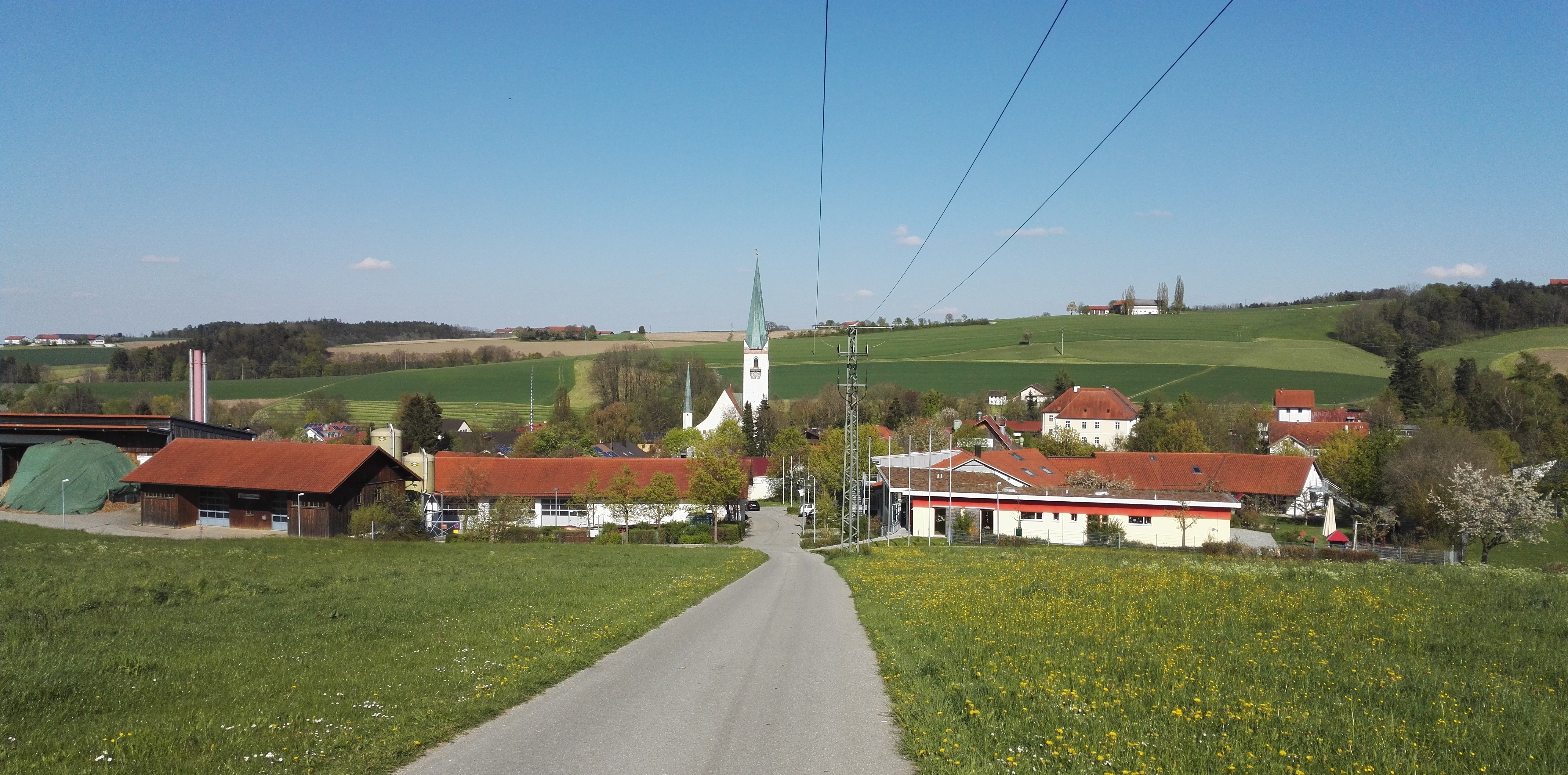
Blick von Westen auf Sankt Wolfgang mit Pfarrkirche (Mitte) und Rathaus (großes Gebäude rechts)

Die Pfarr- und Wallfahrtskirche St. Wolfgang wurde 1484 geweiht; sie schließt die nach 1400 errichtete Brunnenkapelle ein. Die Kirche ist ein zweischiffiger spätgotischer Wandpfeilerbau, nach Dehio gehört sie „zu den besten Beispielen des spätgotischen Backsteinbaus in Altbaiern“. Der dreijochige Chor weist einen Dreiachtelschluss auf, das Langhaus ist vierjochig. Die ältere Kapelle ist dreiseitig geschlossen, vor ihr liegt eine dreijochige Seitenkapelle. Der von einem Spitzhelm bekrönte Turm mit Eckaufsätzen ist rund 70 m hoch. Die Kirche wurde von Christoph Schäffler unter Mitarbeit von Johann Baptist Zimmermann stuckiert. Der raumfüllende Hochaltar aus dem Jahr 1679 weist im Mittelschrein Schnitzfiguren der heiligen Wolfgang, Georg und Sigismund auf, auf den Seitenflügeln Holzreliefs mit Darstellungen aus der Wolfgangslegende aus dem spätgotischen Hochaltar von Heinrich Helmschrot aus Landshut. Vier Tafelbilder des alten Hochaltars mit Szenen aus dem Marienleben sind im Chor aufgehängt, im Langhaus zwei weitere Reliefs (Verkündigung und Anbetung des Kindes). Der Kreuzaltar an der Südwand des Seitenschiffs enthält ein vielfiguriges hölzernes Kreuzigungsrelief aus der Zeit um 1480.

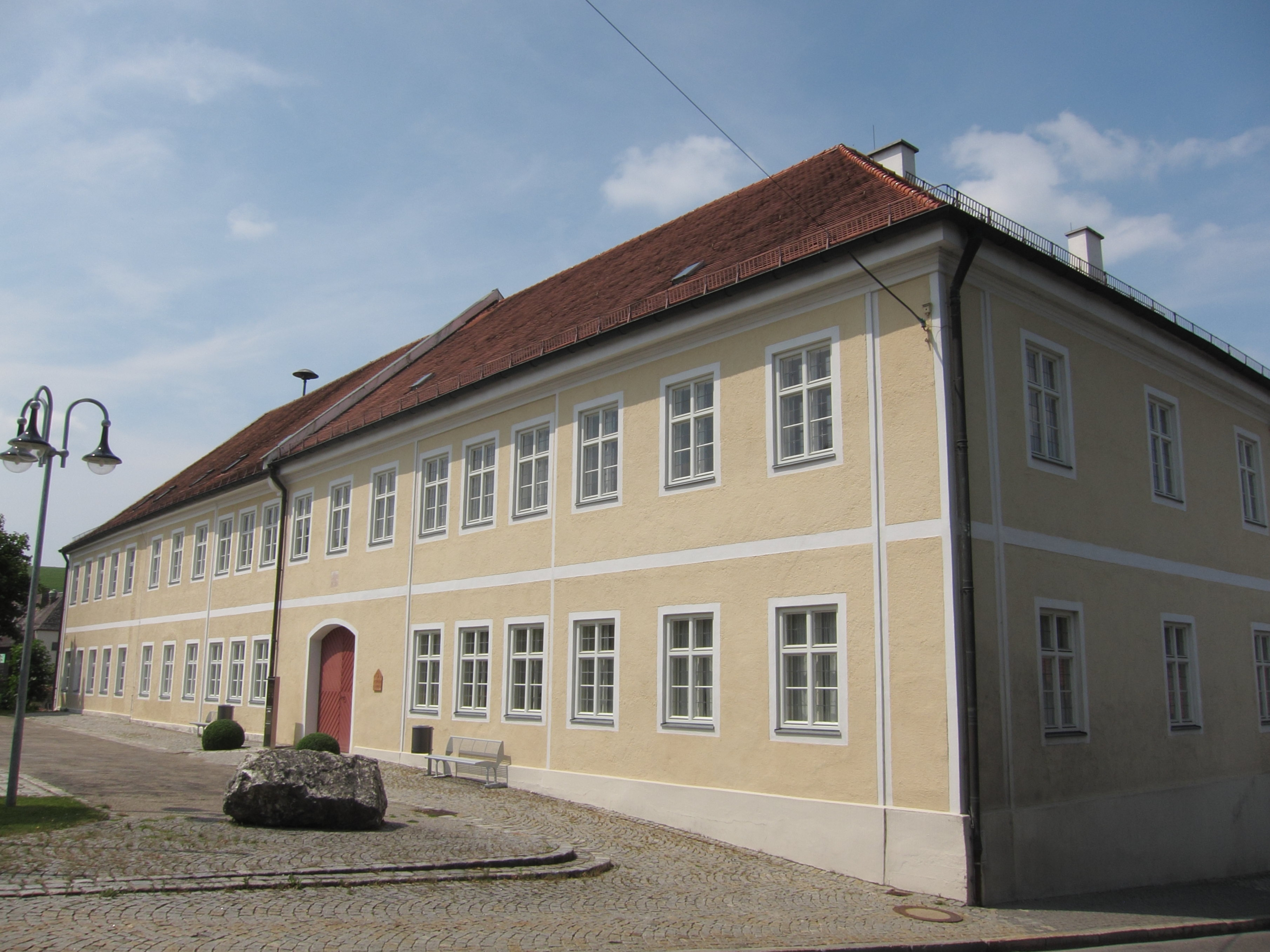
Rathaus und Pfarrhaus

Vor der Kirche befindet sich in der Hofmark der von Hans Huschka gestaltete Wolfgangbrunnen.
Das Rathaus ist im ehemaligen Propst- und Dechanthof von Johann Baptist Gunetzrhainer aus dem Jahr 1737 untergebracht, der von 1737 bis 1803 als Kanoniker-Kollegiatstift diente. Bevor das Gebäude zum Rathaus wurde, befand sich darin das Pfarrhaus mit angeschlossener Schule. Im Frühjahr 2005 wurde der Bau stilgerecht grundlegend renoviert.
Im Gasthaus zum Schex befindet sich eine gotisierende Balkendecke aus der zweiten Hälfte des 16. Jahrhunderts.
Reizvoll sind Teile des Dorfs sowie die Hofmark im Zentrum der Gemeinde. Im Jahr 2006 erreicht St. Wolfgang im Wettbewerb Unser Dorf hat Zukunft – Unser Dorf soll schöner werden die Bronzemedaille auf Bezirksebene.

### Naturschutzgebiete
- Erratischer Block bei Sollach (Geotop-Nummer 177R001)

### Freizeitaktivitäten
- Freiwillige Feuerwehren: 1 Stützpunktfeuerwehr (in Sankt Wolfgang) und 5 Ortsfeuerwehren (in Gatterberg, Jessling, Lappach, Pyramoos und Schönbrunn) im Gemeindegebiet von St. Wolfgang. Eine Jugendfeuerwehr gibt es in St. Wolfgang und Pyramoos. Schönbrunn hat eine gemeinsame Ortsfeuerwehr mit dem Kirchdorfer Gemeindeteil Fürholzen.
- Zudem gibt es unter anderem einen Turn- und Sportverein, einen  Gartenbauverein, mehrere Schützenvereine und einen Musikverein (einschließlich einer Blaskapelle). Die Vereine haben eine Jugendabteilung.
- In den ländlichen Gemeindeteilen ist die Landvolksbewegung stark verankert.

### Tourismus
Obwohl es mit dem Goldachtal und dem Gattergebirge zu den landschaftlich reizvollsten Gebieten des Landkreises gehört, ist St. Wolfgang in touristischer Hinsicht kaum erschlossen. Als Wallfahrtsort hat St. Wolfgang stark an Bedeutung eingebüßt. Es gibt ein nennenswertes tagestouristisches Aufkommen jedoch nur relativ wenige Unterkunftsmöglichkeiten in den Gemeindeteilen St. Wolfgang, Lappach, Endgassen, Baier (beide zu Jeßling) und Edenklaus (Pyramoos). Dieses Angebot liegt teilweise weniger im Tourismus als in der relativen Nähe zu München begründet.

## Persönlichkeiten
- Rüdiger Funiok (* 1942), deutscher Kommunikationswissenschaftler, Medienethiker und Medienpädagoge[18]
- Jakob Schwimmer (* 1949), deutscher Politiker (CSU)
- Wolfgang Haslberger (* 1992), Fußball-Schiedsrichter
- Alexandra Engelhardt (* 1982), deutsche Ringerin (2× Teilnahme Olympische Spiele)